# サムホエア・アイ・ビロング
「サムウェア・アイ・ビロング」（Somewhere I Belong）は、アメリカ合衆国のロックバンドリンキン・パークによる楽曲で、2作目のスタジオ・アルバム『メテオラ』からのファースト・シングル。2003年3月17日にリリースされた。各国の週間シングルチャートでは、カナダで3位、アイルランドで4位、ニュージーランドで1位などを記録した。アメリカでは、ビルボードMainstream Rock TracksとModern Rock Tracks（現Alternative Songs）で1位を記録している。
ミュージック・ビデオはジョー・ハーンが監督。ビデオには、メンバーがファンであるガンプラ（サザビーなど）が数体登場する。2003年のMTV Video Music AwardsでBest Rock Videoを受賞した。

## 規格と収録曲
| 全作詞・作曲: リンキン・パーク。 |                                                                               |                  |                  |      |
| #                                | タイトル                                                                      | 作詞             | 作曲・編曲       | 時間 |
| 1.                               | 「サムホエア・アイ・ビロング」(シングル・バージョン)                          | リンキン・パーク | リンキン・パーク | 3:35 |
| 2.                               | 「ステップ・アップ（Step Up）」(Live at Projeck Revolusion Tour 2002)         | リンキン・パーク | リンキン・パーク | 4:15 |
| 3.                               | 「マイ・ディッセンバー（My December）」(Live at Projeck Revolusion Tour 2002) | リンキン・パーク | リンキン・パーク | 4:27 |